# Генрикув-Уроче
Генрикув-Уроче (пол. Henryków-Urocze) — село в Польщі, у гміні Пясечно Пясечинського повіту Мазовецького воєводства.
Населення — 616 осіб (2011).
У 1975-1998 роках село належало до Варшавського воєводства.

## Демографія
Демографічна структура станом на 31 березня 2011 року:
|          | Загалом | Допрацездатний вік | Працездатний вік | Постпрацездатний вік |
| -------- | ------- | ------------------ | ---------------- | -------------------- |
| Чоловіки | 297     | 83                 | 180              | 34                   |
| Жінки    | 319     | 86                 | 180              | 53                   |
| Разом    | 616     | 169                | 360              | 87                   |